# Botrychiopsis
Botrychiopsis é um gênero extinto que existiu do Carbonífero até o Permiano. Plantas vascularizadas sem sementes (samambaias ou fetos) e reprodução por esporos. Tinham folhas do tipo frondes. Viviam em ambientes úmidos e pantanosos. Foram abundantes no Permiano.

## Localização
No Brasil o fóssil da espécies B. plantianum, foi localizada no afloramento Morro Papaléo  no município de Mariana Pimentel. A  espécie B. valida foi localizada no afloramento Quitéria em Pantano Grande. Estão na Formação Rio Bonito e datam  do Sakmariano, no Permiano.